# Свято-Троїцький собор (Одеса)
Свято-Троїцький собор в Одесі — православний собор Одеської єпархії УПЦ МП. З 4 січня 2006 має назву «Свято-Троїцький собор»; в тому ж році в табличку біля входу, за наполяганням уряду Греції, було внесено слово «(грецький)».
Історично, іменувався по-різному: з 1808 по 1908 роки — Грецька Троїцька церква;
з 1908 по 1936 роки — Свято-Троїцька (Грецька) церква;
з 1936 по 1941 роки був закритий (у ці роки храм втратив верхній ярус дзвіниці і купола — їх вдалося відтворити в 1990-х роках);
з 1941 (храм відкритий владою Трансністрії в юрисдикції Румунської Церкви) по 1956 — Свято-Троїцька церква;
з 1956 по 1999 роки — Свято-Троїцький храм Олександрійського подвір'я;
з 1999 по 2006 роки — Свято-Троїцький храм Одеської митрополії Української Православної Церкви (МП).

## Історія

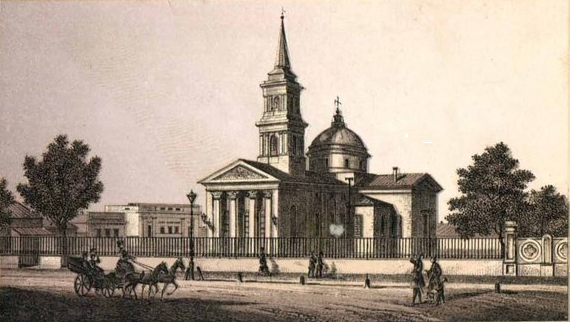
Грецька Троїцька церква Одеса початок 19 ст.

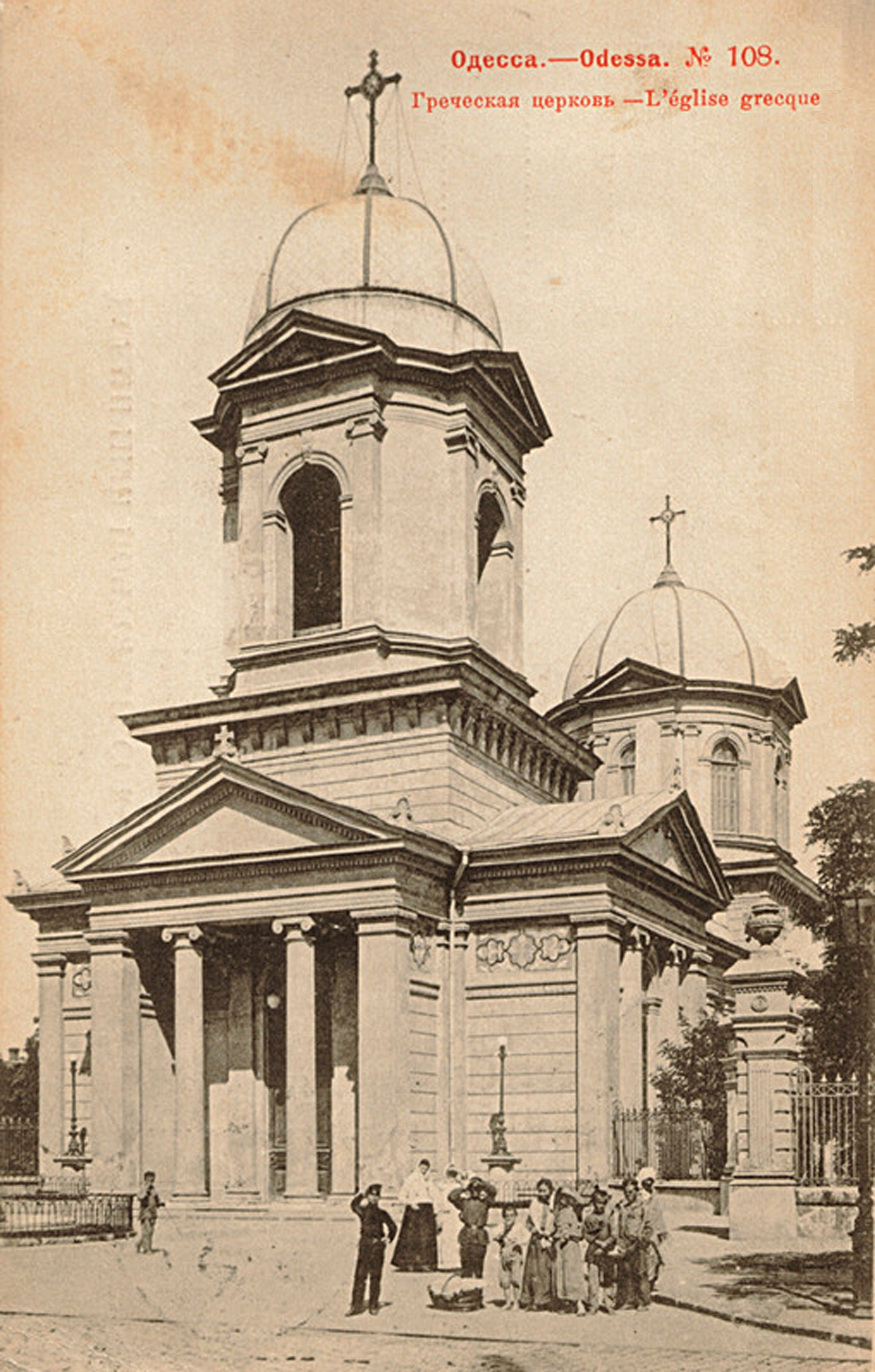
Вигляд храму на початку 20-го століття.

Храм закладений 1795 року митрополитом Катеринославським і Таврійським Гавриїлом (Банулеску-Бодоні) в числі ще трьох церков і призначався для грецької громади міста. Спочатку він був дерев'яним.
29 червня 1804 відбулася урочиста закладка кам'яного храму (Архиєпископ Новоросійський Афанасій). Проєкт храму розробив архітектор Ф. Фраполі. 28 травня 1808 року храм освятив архієпископ Катеринославьский і Таврійський Платон.
Першим настоятелем був протоієрей Йоанн Родес, який сприяв тому, що храм отримав 2 прибудови, які надали церкві хрестоподібну форму візантійського стилю з одним куполом і дзвіницею зі шпилем. Південний приділ був освячений 31 березня 1840 на честь Благовіщення Пресвятої Богородиці, згодом переосвячений на честь Покрова Пресвятої Богородиці; а північний 3 лютого 1875 року  — на честь ікони Божої Матері «Несподівана радість» і святителя Спиридона Триміфунтського, чудотворця.
У 1821 тут поховали останки страченого османами Вселенського Патріарха Григорія V, які в 1871 році перевезли до Афін. У 1997 році в північно-східному куті храму освячено мармуровий надгробок на місці, де раніше спочивали мощі святителя.
В 1900—1908 роках храм реконструювали під керівництвом архітектора А. Тодорова.

### Історичні назви
- з 1808 по 1908 рік — Грецька Троїцька церква;
- з 1908 по 1936 рік — Свято-Троїцька (Грецька) церква;
- з 1936 по 1941 рік — був закритий радянською владою, використовувався для зберігання зерна (в ці роки храм позбувся верхнього ярусу дзвіниці та бані — їх вдалося відтворити тільки в 1990-х роках);
- з 1941 по 1956 рік — Свято-Троїцька церква (храм відкритий владою Трансністрії в юрисдикції Румунської Церкви) ;
- з 1956 по 1999 рік — Свято-Троїцький храм Олександрійського подвір'я;
- з 1999 по 2006 рік — Свято-Троїцький храм Одеської митрополії УПЦ (МП).
- з 04 січня 2006 року — Свято-Троїцький собор Одеської митрополії УПЦ (МП).[2][3]

З 2003 році при храмі працює недільна школа.
В 1979 році храм внесений до переліку архітектурних пам'яток Української РСР що перебувають під охороною держави за № 1459. В 2012 році церква визнана об'єктом культурної спадщини національного значення, який внесено до Державного реєстру нерухомих пам'яток України (№ 150025-Н)

## Архітектура
Храм збудовано з черепашника з порядковою кладкою у візантійському стилі. Первинно будівля була прямокутною, але після добудов стала хрестоподібною. На зовнішніх стінах сформовані пілястри. Верхні частини стін церкви оформлені іонічними портиками, вхід і бокові стіни оформлені чотирма колонами а підлога частково вкладена мармуром.